# Pont-Aven
Pont-Aven ist eine Gemeinde im Westen Frankreichs im Département Finistère in der Region Bretagne. 
Pont-Aven liegt in der Cornouaille am Beginn des Mündungstrichters des Flusses Aven in den Atlantik. Die Gemeinde hat 2796 Einwohner (Stand 1. Januar 2022) auf einer Fläche von 28,63 km². 

## Geschichte

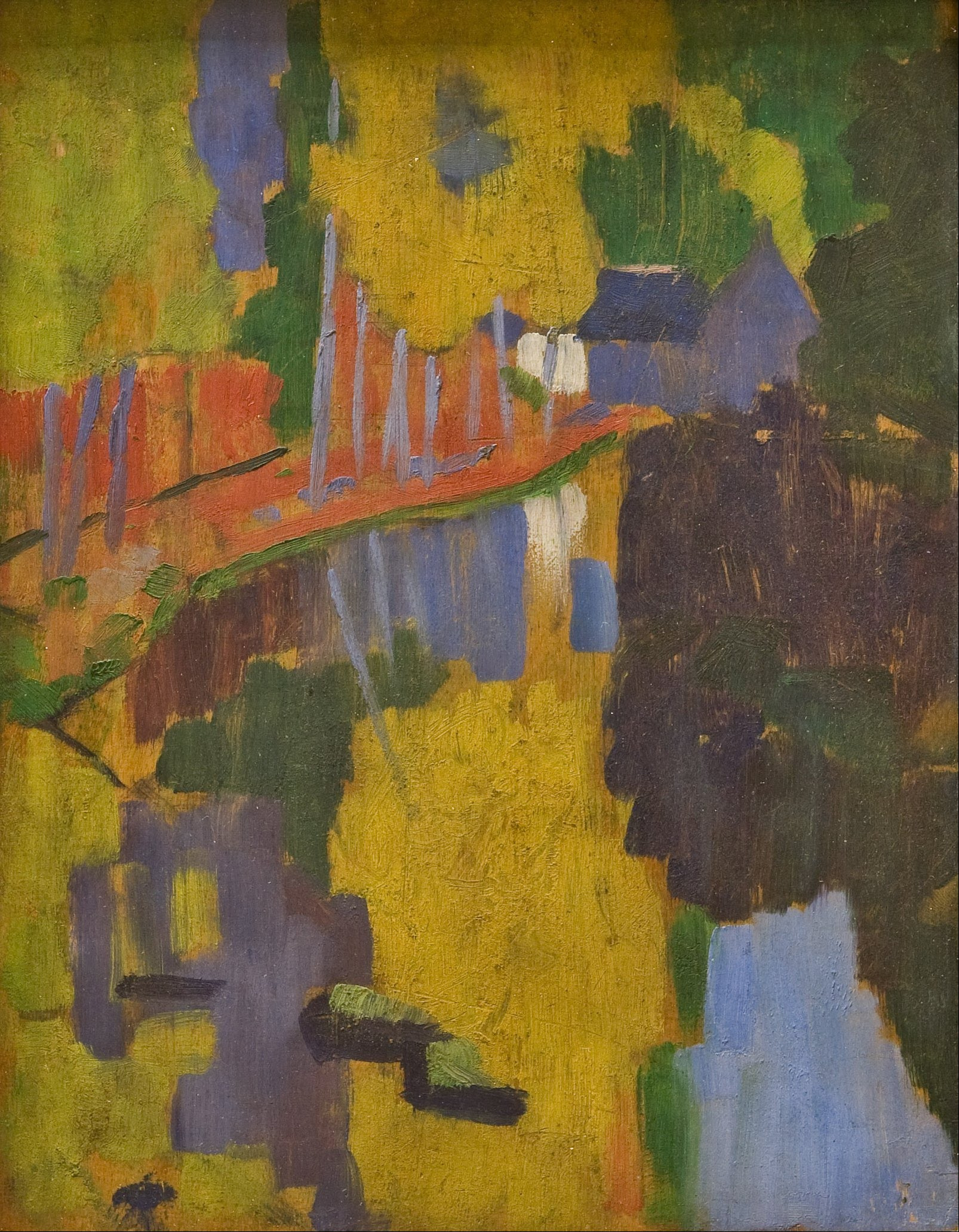
Paul Sérusier – Landschaft mit dem Wald der Liebe in Pont-Aven

Ab 1886 arbeitete eine Künstlergruppe um Paul Gauguin und Émile Bernard hier und in Le Pouldu an der Laïta. Diese sogenannte Schule von Pont-Aven entwickelte den Impressionismus weiter in Richtung Synthetismus. Hier malte Paul Sérusier um 1888 unter dem Einfluss von Gauguin sein Bild Landschaft mit dem Wald der Liebe in Pont-Aven, das als prägendes Bild dieser Stilrichtung gilt.
In Pont-Aven zeigt das 1985 eröffnete Musée de Pont-Aven Werke von Künstlern aus der Bretagne, aber auch Gemälde, die die Bretagne zum Thema haben. Das Museum konzentriert sich auf die Zeit zwischen 1860 und 1970, in der sich sowohl französische als auch internationale Künstler in der Stadt aufhielten. 

## Bevölkerungsentwicklung
| Jahr                       | 1962 | 1968 | 1975 | 1982 | 1990 | 1999 | 2010 | 2017 |
| Einwohner                  | 3699 | 3684 | 3530 | 3295 | 3031 | 2960 | 2844 | 2801 |
| Quellen: Cassini und INSEE |      |      |      |      |      |      |      |      |

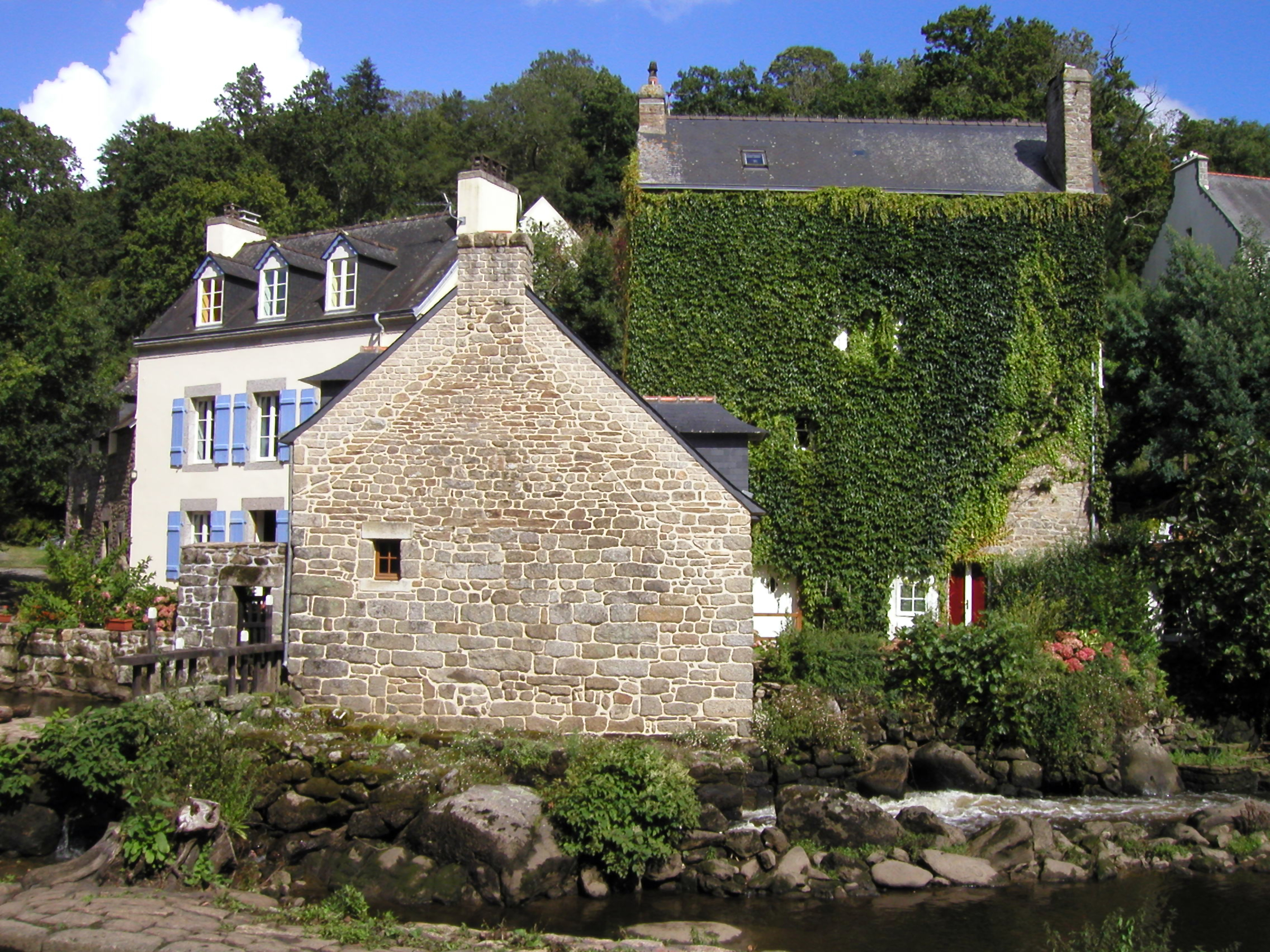
Häuser am Fluss in Pont-Aven
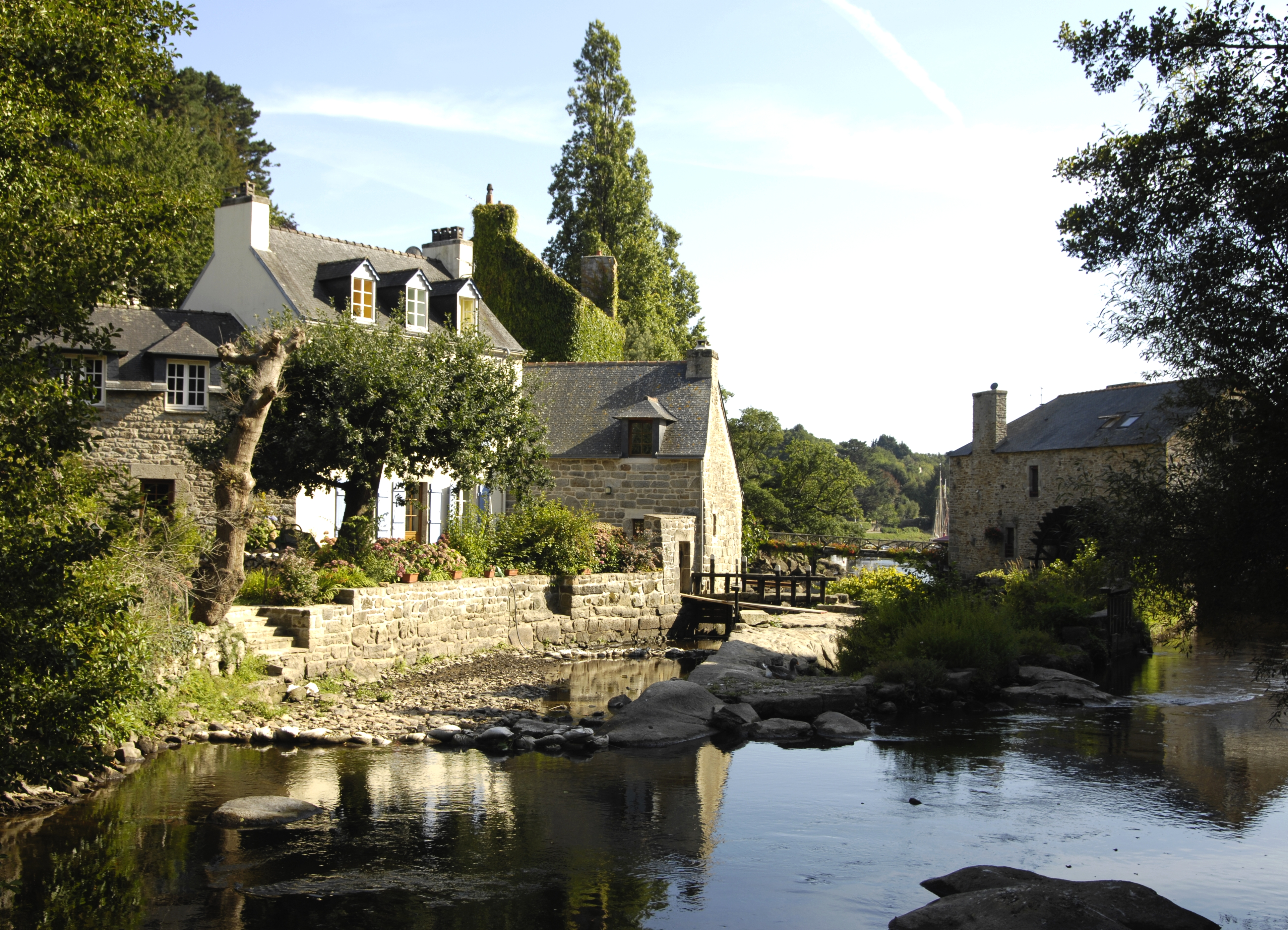
Künstlerdorf Pont-Aven
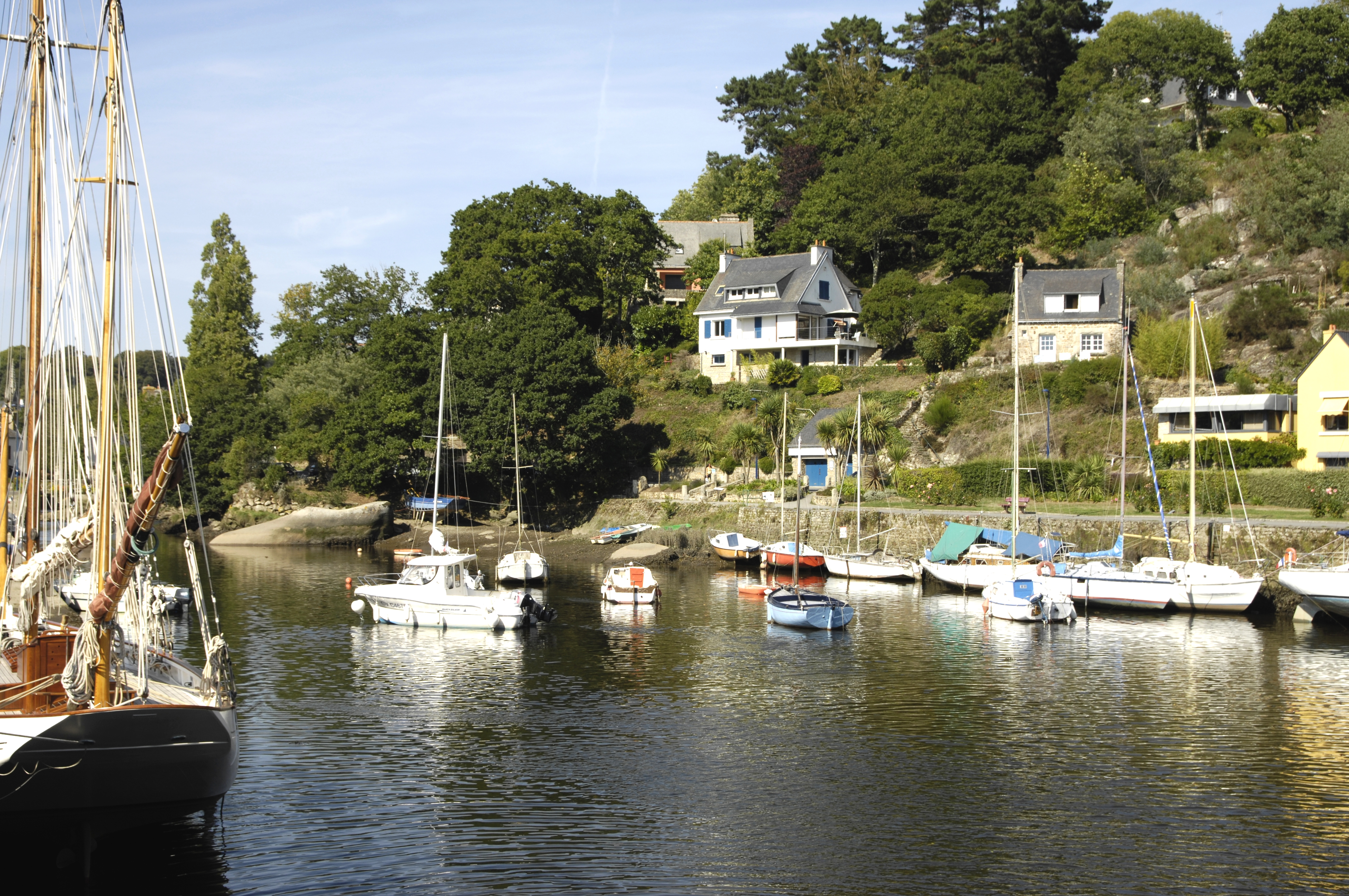
Hafen von Pont-Aven

## Sehenswürdigkeiten
Siehe auch: Liste der Monuments historiques in Pont-Aven
Sehenswert sind die Menhire von Kerangosquer, die Allée couverte von Coat Luzuen, die Allée couverte von Moulin René, die „Tombeaux des Geants“ genannten Felsgräber und das Musée de Pont-Aven.

## Persönlichkeiten
- Charles F. Ramsey (1875–1951), US-amerikanischer Maler
- Henri Rey (1903–1977), Politiker

## Partnerschaften
Seit 1972 besteht eine Städtepartnerschaft mit der nordhessischen Stadt Hofgeismar.

## Sonstiges
Pont-Aven ist Schauplatz des Romans Bretonische Verhältnisse – Ein Fall für Kommissar Dupin von Jean-Luc Bannalec.